# Escudo portugués
El escudo portugués fue la moneda de curso legal de Portugal desde 1911 hasta el 31 de diciembre de 1999, momento en que fue sustituida por el euro. Se dividía en 100 centavos, que constituían un escudo. Su símbolo era el cifrão ({\displaystyle \mathrm {S} \!\!\!\Vert }), similar al del peso mexicano o el dólar estadounidense ($), pero con dos barras verticales en lugar de una.

## Historia
El escudo se introdujo por primera vez en 1911, tras la Revolución republicana de 1910, para sustituir al real con una tasa de cambio de 1000 reales a 1 escudo. La expresión mil réis, que se refería a 1 escudo, se mantuvo hasta la década de los noventa. Un millón de reales era conocido como conto do réis, o simplemente conto, para referirse a 1000 escudos.
Al principio el valor del escudo se fijó a 4,50 PTE = 1 GBP. Después de 1914 el valor del escudo cayó, fijándose en 1928 a 108,25 PTE = 1 GBP. En 1931 cambió a 110 PTE, y una nueva tasa de cambio se estableció en 1940 de 27,50 PTE = 1 USD, cambiando a 25 PTE = 1 USD en 1940 y 28,75 PTE en 1949.
La inflación que perduró durante el siglo XX hizo que los centavos perdieran todo su valor y llegaran a su fin. Con la entrada de Portugal en la eurozona, la conversión del escudo portugués frente al euro se fijó en 200,482 PTE = 1 EUR.
En enero y febrero de 2002, se utilizó el escudo en las transacciones comerciales, junto con el euro.
Los últimos billetes de escudo emitidos se pudieron cambiar hasta el 1 de marzo de 2022.

## Monedas
Las monedas en circulación antes del cambio al euro eran las de las denominaciones siguientes:
| Imagen | Denominación | Metal    | Metal    | Diámetro (mm) | Peso (g) | Canto                | Anverso                                                      | Reverso                                                                    |
| Imagen | Denominación | Anillo   | Centro   | Diámetro (mm) | Peso (g) | Canto                | Anverso                                                      | Reverso                                                                    |
| ------ | ------------ | -------- | -------- | ------------- | -------- | -------------------- | ------------------------------------------------------------ | -------------------------------------------------------------------------- |
|        | 1 Escudo     | Cu+Al+Ni | Cu+Al+Ni | 16,00         | 1,70     | Estriado             | Escudo de Portugal - REPÚBLICA PORTUGUESA - año de acuñación | 1 ESCUDO                                                                   |
|        | 5 Escudos    | Cu+Al+Ni | Cu+Al+Ni | 21,00         | 5,30     | Estriado             | Escudo de Portugal - REPÚBLICA PORTUGUESA - año de acuñación | 5 ESCUDOS                                                                  |
|        | 10 Escudos   | Cu+Al+Ni | Cu+Al+Ni | 24,00         | 7,40     | Estriado             | Escudo de Portugal - REPÚBLICA PORTUGUESA - año de acuñación | 10 ESCUDOS - Cruz                                                          |
|        | 20 Escudos   | Cu+Ni    | Cu+Ni    | 26,00         | 6,80     | Estriado             | Rosa de los vientos                                          | 20 ESCUDOS - Escudo de Portugal - REPÚBLICA PORTUGUESA - año de acuñación  |
|        | 50 Escudos   | Cu+Ni    | Cu+Ni    | 31,00         | 9,40     | Estriado             | Carabela                                                     | 50 ESCUDOS - Escudo de Portugal - REPÚBLICA PORTUGUESA - año de acuñación  |
|        | 100 Escudos  | Cu+Ni    | Cu+Al+Ni | 25,00         | 8,40     | Estriado discontinuo | Pedro Nunes - Estrellas - EUROPA                             | 100 ESCUDOS - Escudo de Portugal - REPÚBLICA PORTUGUESA - año de acuñación |
|        | 200 Escudos  | Cu+Al+Ni | Cu+Ni    | 28,00         | 9,90     | Estriado discontinuo | Garcia de Orta - Espigas de trigo                            | 200 ESCUDOS - Escudo de Portugal - REPÚBLICA PORTUGUESA - año de acuñación |

## Billetes

### Última serie

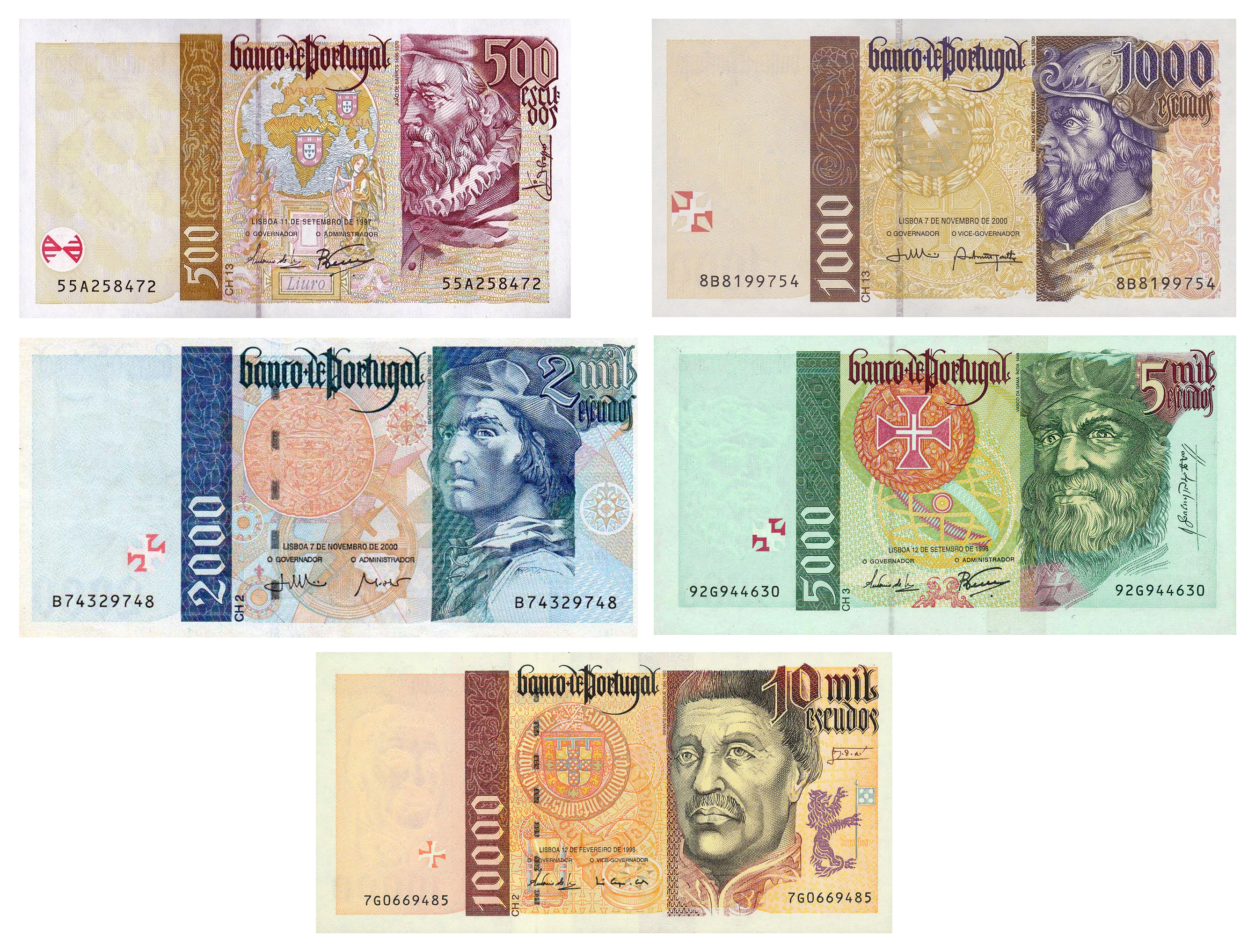
Billetes de escudo usados hasta 2002.

La última serie de billetes portugueses fue emitida entre 1995 y 1997, y permaneció en vigencia hasta la entrada del euro. Los cinco billetes estaban dedicados a importantes navegantes de la época de los descubrimientos portugueses. Los billetes en circulación eran los de las denominaciones que a continuación se detallan: 
| Denominación   | Efigie               | Color predominante | Dimensiones | Imagen del anverso | Imagen del reverso |
| -------------- | -------------------- | ------------------ | ----------- | ------------------ | ------------------ |
| 500 Escudos    | João de Barros       | Rosa               | 68 x 125 mm |                    |                    |
| 1000 Escudos   | Pedro Álvares Cabral | Marrón             | 68 x 132 mm |                    |                    |
| 2000 Escudos   | Bartolomé Díaz       | Azul               | 68 x 139 mm |                    |                    |
| 5000 Escudos   | Vasco de Gama        | Verde              | 75 x 146 mm |                    |                    |
| 10 000 Escudos | Infante Don Enrique  | Rojo               | 75 x 153 mm |                    |                    |